# Anthony DeSclafani
Anthony DeSclafani (né le 18 avril 1990 à Freehold, New Jersey, États-Unis) est un lanceur droitier des Twins du Minnesota de la Ligue majeure de baseball.

## Carrière
Anthony DeSclafani est repêché au 22e tour de sélection par les Red Sox de Boston en juin 2008 mais il rejoint plutôt les Gators de l'université de Floride avant de signer avec les Blue Jays de Toronto, qui le repêchent en 6e ronde en 2011. 
DeSclafani amorce en 2012 sa carrière professionnelle en ligues mineures avec des clubs affiliés aux Blue Jays. Le 19 novembre 2012, il est un des 12 joueurs impliqués dans une transaction entre Toronto et les Marlins de Miami. Avec le voltigeur Jake Marisnick, le lanceur droitier Henderson Alvarez, le lanceur gaucher Justin Nicolino, l'arrêt-court Yunel Escobar, le joueur d'avant-champ Adeiny Hechavarria et le receveur Jeff Mathis, DeScalfini passe aux Marlins, alors que les Blue Jays reçoivent en échange l'arrêt-court vedette José Reyes, le lanceur gaucher Mark Buerhle, le lanceur droitier Josh Johnson, le joueur d'utilité Emilio Bonifacio et le receveur John Buck.
Après seulement deux saisons complètes en ligues mineures, Anthony DeSclafani passe directement de la classe Double-A aux majeures. Il fait ses débuts avec Miami comme lanceur partant le 14 mai 2014 à Los Angeles contre les Dodgers. Il accorde deux points mérités et retire sur des prises 7 adversaires en 6 manches de travail pour savourer sa première victoire. Il est suspendu 3 parties après avoir volontairement atteint Carlos Gómez des Brewers de Milwaukee dans le match du 11 septembre 2014, après que son coéquipier Giancarlo Stanton ait été sérieusement blessé par une balle reçue au visage à la manche précédente.
Le 11 décembre 2014, DeSclafani et le receveur Chad Wallach passent aux Reds de Cincinnati en échange du lanceur droitier Mat Latos.